# Arame di Urartu

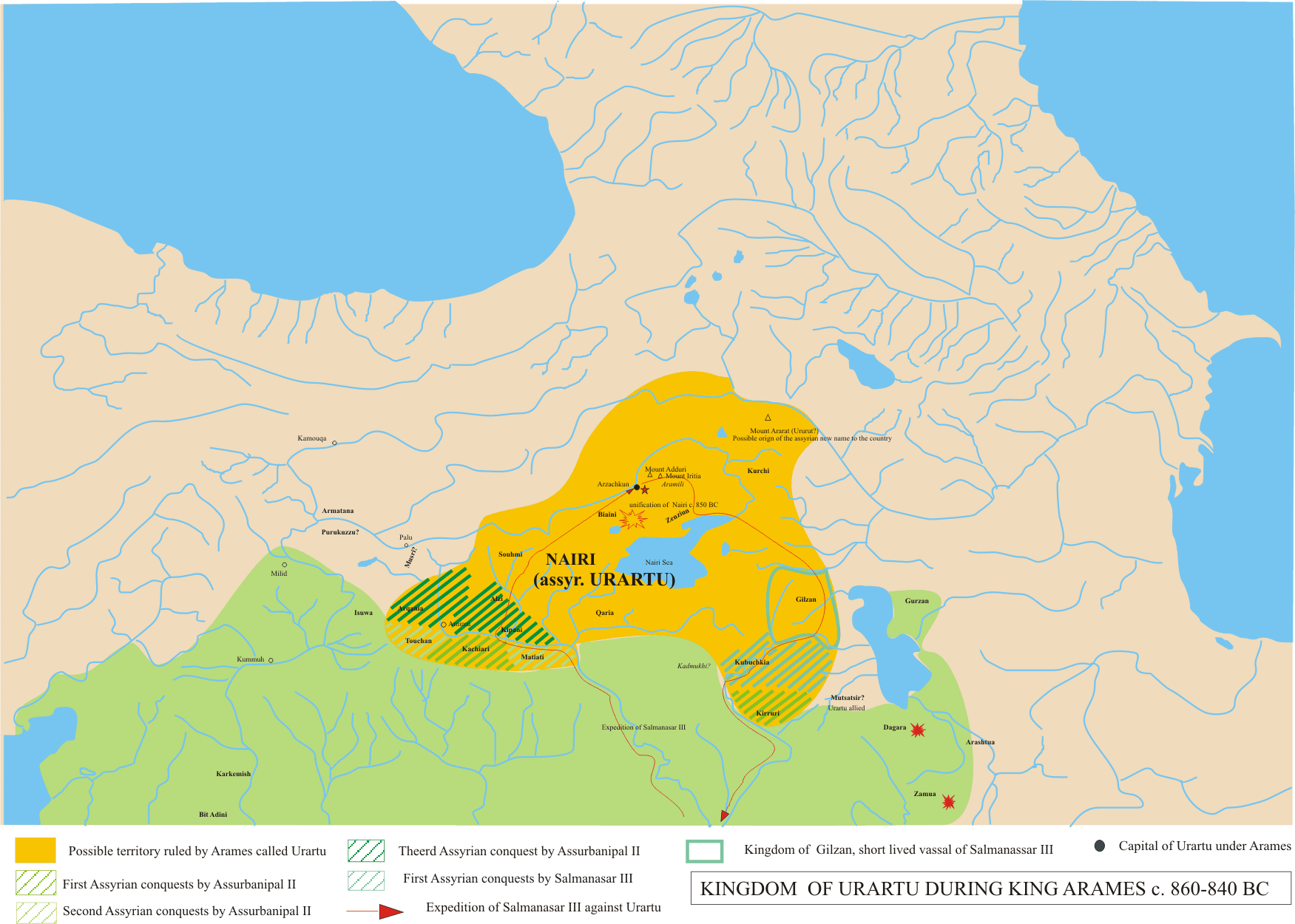
Urartu al tempo del regno di Arame

Arame, o Aramu in lingua armena Արամե, (... – 844 a.C.), è stato un re armeno  di Urartu, che regnò dall'858 all'844 a.C. Fu il primo monarca di Urartu.

## Biografia
Visse all'epoca di re Salmanassar III di Assiria e riuscì a riunire sotto il suo comando le tribù Nairi contro l'Impero assiro. La sua capitale Arzashkun venne conquistata da Salmanassar.
Arame deriverebbe da Aram (anche diffuso nome proprio armeno) e Ara il Bello, due leggendari padri della nazione armena.  La History of Armenia (1.5) di Mosè di Corene li inserisce come sesta e settima generazione dopo Haik, nella cronologia della storia di Mikayel Chamchian.